# 天塩警察署
天塩警察署（てしおけいさつしょ、英語：Teshio Police Stations，Asahikawa Area，Hokkaido）は、北海道留萌地方の北部に位置する、北海道警察旭川方面本部が管轄する警察署の一つである。

## 管轄区域
- 天塩郡
  - 天塩町および遠別町 ‐（留萌振興局管内）
  - 豊富町および幌延町 ‐（宗谷総合振興局管内）

## 所在地
- 北海道天塩郡天塩町新栄通9丁目

## 沿革
- 1887年（明治20年）5月 - 増毛警察署に苫前分署を設置（天塩村を管轄）
- 1891年（明治24年） - 巡査派出所を天塩村に設置
- 1899年（明治32年）8月 - 増毛警察署に羽幌分署を設置
- 1900年（明治33年）10月 - 増毛警察署に天塩分署を設置
- 1926年（大正15年）6月 - 増毛警察署天塩分署を天塩警察署に改編
- 1947年（昭和22年）12月 - 国家地方警察の稚内方面天塩地区警察署に改編
- 1948年（昭和23年）3月 - 国家地方警察の天塩地区警察署と自治体警察の天塩警察署に分離再編
- 1951年（昭和26年）10月 - 天塩警察署（自治体警察）が廃止されて、天塩地区警察署（国家地方警察）に統合
- 1954年（昭和29年）7月 - 天塩地区警察署は北海道警察に統合されて、北海道旭川方面天塩警察署に改編設置
- 1988年（昭和63年） - 警察署現庁舎が落成

## 組織
- 署長 - 副署長兼警務課長
  - 警務課（警務係、犯罪被害者支援係、相談係、管理係）
  - 会計係
  - 刑事・生活安全課（生活安全係、刑事係）
  - 地域・交通課（地域係、交通係）
  - 警備係

## 交番・駐在所および所在地

### 天塩町
- 署所在地交番（警察署内）
- 雄信内駐在所（字オヌプナイ5511番地6）

### 遠別町
- 遠別駐在所（字本町4丁目91番地3）

### 豊富町
- 豊富駐在所（字上サロベツ2544番地38）
- 兜沼駐在所（字上サロベツ335番地3および同3105番2）

### 幌延町
- 幌延駐在所（宮園町14番地1）
- 問寒別駐在所（字問寒別31番地）

廃止された駐在所
- 歌越駐在所（遠別町）

## その他
問寒別駐在所（幌延町）では、毎年1月10日の「110番の日」に合わせて警察官とその家族や地域住民などが協力して、パトカー雪像を作るのが恒例となっており、テレビや新聞などメディアで広く紹介される。。